# Paulo Prado
Paulo da Silva Prado (São Paulo, 20 de maio de 1869 — Rio de Janeiro, 3 de outubro de 1943) foi um escritor, mecenas, poeta, cafeicultor e investidor paulista, descendente de uma das mais influentes famílias paulistas, filho primogênito do conselheiro Antônio Prado.
Formado em Direito pela Faculdade do Largo de São Francisco, graduou-se em 1899.
Teve participação fundamental junto com sua esposa, madame Marinette Prado na Semana de Arte Moderna de 1922, um importante acontecimento envolvendo a história cultural e o movimento modernista no Brasil. Também a ele, embora acompanhado de um grupo grande de adeptos da inovação, se deve a fundação de Sociedade Pró-Arte Moderna (SPAM) ocorrida em 1932, mal terminado a Revolução Constitucionalista.
Escreveu Retrato do Brasil — Ensaio sobre a tristeza brasileira, livro que gerou grande polêmica entre os intelectuais e que, constituindo uma das obras básicas sobre a cultura do Brasil, ainda hoje é muito lido e comentado entre sociólogos, antropólogos, professores e estudantes universitários.
Na minissérie Um só coração, exibida em 2004 pela Rede Globo, Paulo Prado foi interpretado pelo ator Tato Gabus Mendes.

## Retrato do Brasil: Ensaio sobre a Tristeza Brasileira

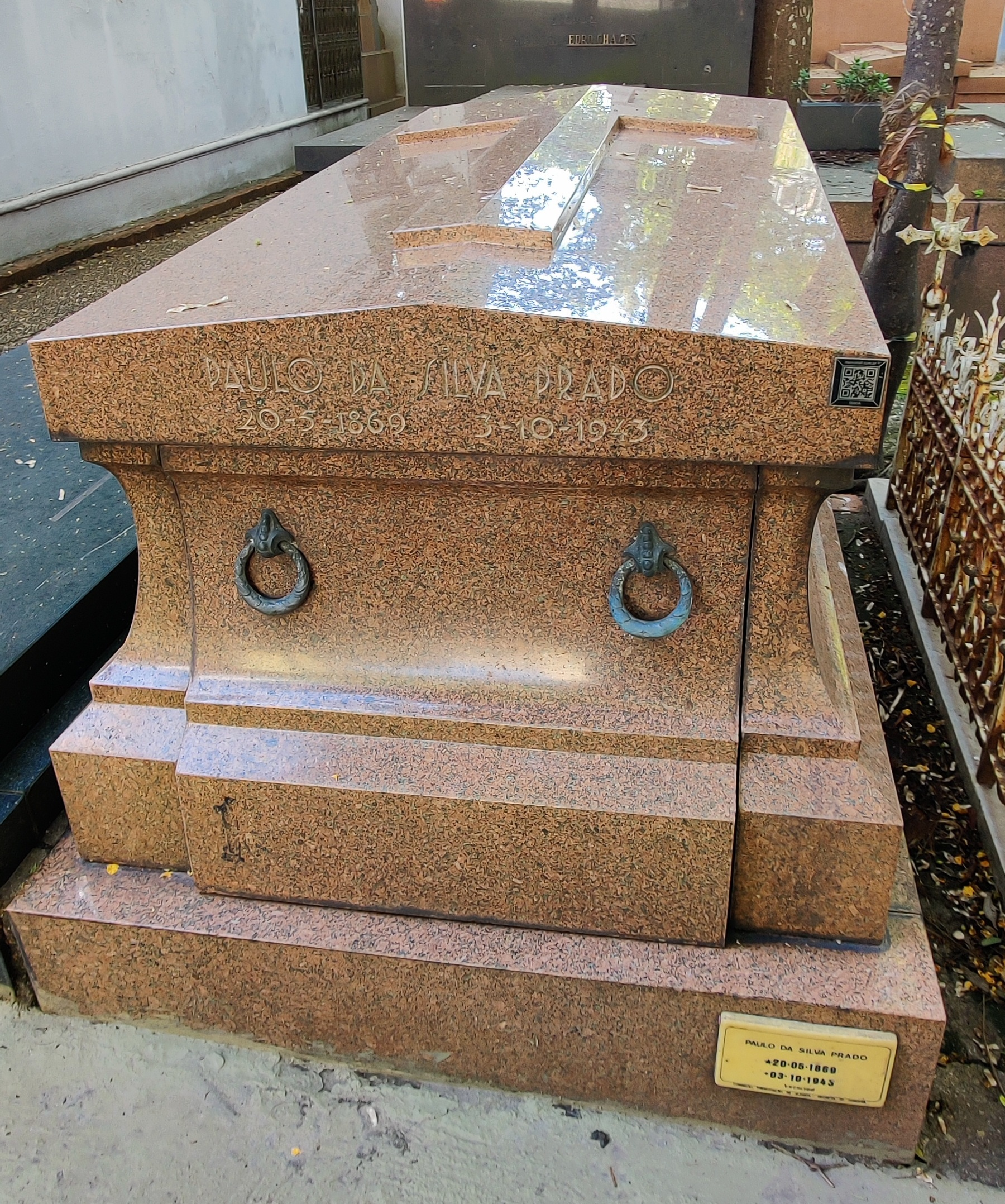
Túmulo de Paulo da Silva Prado no Cemitério da Consolação em São Paulo (2022)

Retrato do Brasil: Ensaio sobre a Tristeza Brasileira é a obra mais célebre de Paulo Prado. Escrito entre os anos de 1926 e 1928, o livro levanta questões acerca da formação da nacionalidade brasileira e fomentou diversas discussões recorrentes até os dias atuais. A obra deve ser entendida à luz do horizonte de idéias que os intelectuais brasileiros comungavam naquele período. Paulo Prado era um modernista e, além de contemporâneo dos movimentos de vanguarda, estava diretamente ligado à produção intelectual e artística da época.
O livro é dividido em quatro capítulos e um post-scriptum. São eles: I – A Luxúria, II – A Cobiça, III – A Tristeza e IV – O Romantismo.
Nos dois primeiros capítulos, o autor descreve as características do povoamento e da exploração no Brasil. No terceiro capítulo, Paulo Prado identifica o surgimento de um mal-estar no povo brasileiro, como conseqüência dos fatos relatados nos dois primeiros capítulos. A tristeza que se formou no período colonial se intensifica com o Romantismo, trabalhado por ele no quarto capítulo.
No post-scriptum o autor sintetiza algumas das idéias presentes no livro investindo um pouco mais na questão dos negros e da escravidão. É nessa parte também que o autor deixa explícito a sua metodologia “impressionista” e a relação com outros intelectuais.
Além disso, Paulo Prado recomenda e prevê como solução dos problemas, uma revolução. Tal forma de projeção era comum entre os historiadores da época que compartilhavam de uma visão linear da história. Para ele, a revolução“será a afirmação inexorável de que quando tudo está errado, o melhor corretivo é o apagamento de tudo que foi mal feito.”  A seguir estão algumas das questões levantadas durante a obra:

### Povoamento e Exploração do Brasil
O processo de povoação do Brasil, para Prado, se caracterizou pela relação de diversos fatores, entre eles a ausência de regras morais, em uma civilização considerada selvagem, e de leis ainda não estabelecidas pela metrópole. Essa conjuntura foi terreno fértil para posturas européias extremamente individualistas marcadas pelo sensualismo exacerbado. A presença dos índios somada à natureza nunca vista até então pelo europeu alimentou a fantasia de um paraíso na terra que colaborou para posturas libertinas e uma concepção de que aqui tudo se podia.
Tais comportamentos foram aliados e incentivados com os costumes indígenas, que segundo o autor, viviam entregues aos desejos carnais onde não existia nenhum tipo de pudor. Essa devassidão, trazida pela metrópole já em decadência, caracterizou em grande medida o surgimento do povo brasileiro.
Outra característica do explorador europeu era a cobiça e a ganância. Prado escreve que imanados do espírito aventureiro, os mais inglórios dos exploradores buscavam aqui formas de enriquecimento rápido. O descobrimento do ouro foi, dessa forma, enriquecimento dos mesquinhos e, concomitantemente, martírio do Brasil.

### A Formação do povo brasileiro
O excesso da vida sensual e da ganância pelo ouro deixou traços permanentes no caráter brasileiro. São cicatrizes profundas que Paulo Prado caracteriza como perturbações psicológicas e patológicas. A exploração gananciosa deixou o povo brasileiro sem energias físicas o que o levou a desenvolver o sentimento de melancolia.
O Brasil se caracterizava, portanto, por uma massa amorfa e sem ânimo agravada pelo sentimento de melancolia. Esse era um ambiente perfeito para desenvolver, de acordo com ele, um mal degenerativo: o Romantismo.
Foi nesse contexto que o autor identificou o surgimento de uma consciência geográfica do Brasil e também de pertencimento a uma mãe-pátria. O país nascia sob a invocação de belas palavras apaixonadas e irracionais. Segundo o autor, durante o romantismo no Brasil “tudo avassalou: política, literatura, artes, viver cotidiano, modos de sentir, afeições.”

### A questão racial e de miscigenação
Partilhando de concepções racialistas, Paulo Prado não desloca o problema brasileiro para o negro ou para índio; a maior preocupação do autor é a mestiçagem. Para ele, a miscigenação torna o indivíduo mais propenso a vícios e a doenças.
Além da miscigenação como um grande fator para o fracasso do Brasil enquanto nação, Prado considera a escravidão um elemento contraditório na formação do país. Pode-se perceber que ele não baseia o problema sobre uma ou outra raça, mas sim a miscigenação ou a problemas de construção social, como a escravidão. Nota-se que as teorias raciais são importantes para o entendimento do livro, porém, não são determinantes, já que o autor adapta essas idéias e usa à sua forma durante a obra. “Uma atitude antropofágica tipicamente modernista.” 

### Concepção de História na Obra
De acordo com a proposta de Paulo Prado era imperativo o estudo do passado brasileiro para se entender o presente. O processo de povoamento, exploração e criação do país davam bases e explicavam o momento no qual o autor vivia. De certa forma, para complementar essa visão clássica da história, Prado também arriscou apontar caminhos em que o país deveria seguir.
Com bases na conjuntura do passado brasileiro, Paulo Prado identifica a propensão do Brasil ao mal da imitação, tanto na estrutura política quanto em “tendências sociais”. Ao avaliar o Brasil como um “corpo anêmico” sem formações sólidas, o autor também diagnostica o problema dos políticos que mesmo bem-intencionados são atrapalhados por uma tradição de “politicagem”. A solução para estes problemas historicamente construídos estão na guerra ou na revolução, de acordo com Prado. Muitos atribuíam a esse livro uma previsão da revolução de 1930 que ocorreria quase dez anos depois.[carece de fontes?]
As observações feitas no livro foram acusadas de pessimistas, o fato é que Paulo Prado enfrentava o desafio de reinventar a nacionalidade brasileira à luz das idéias modernas do começo do século XX, mesmo partilhando das idéias da geração de intelectuais do final do século XIX.